# The Highlanders (luta profissional)

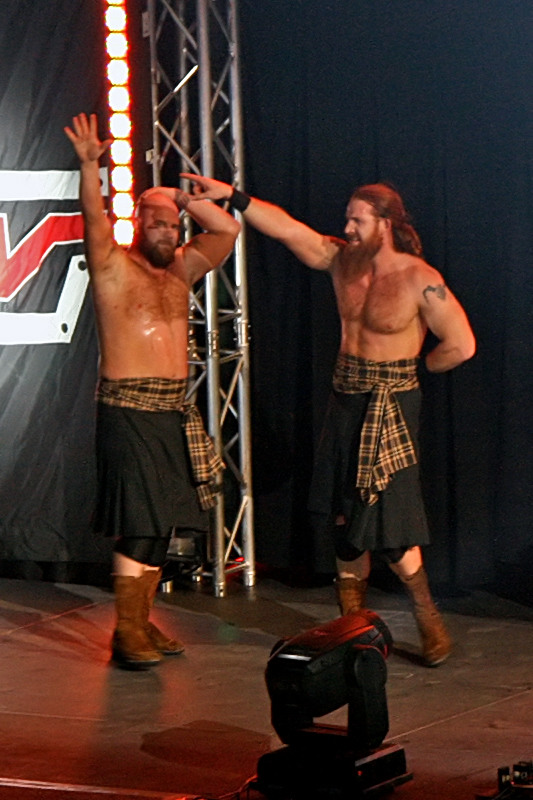
The Highlanders

The Highlanders é um tag team de wrestling profissional escocês, que consiste nos primos (kayfabe) Robbie (Derek Graham-Couch) e Rory McCallister (Russell Murray), os quais ficaram mais conhecidos por atuarem na WWE, mais especificamente na brand RAW.
Além de atuarem na WWE, os Highlanders passaram pela Ohio Valley Wrestling e outras promoções independentes. O curioso é que a dupla conquistou apenas um título, o NSPW Tag Team Championship, por três vezes. A dupla aina está sem contrato após serem demitidos pela WWE em 15 de Agosto de 2008.